# ماثيو سبينس
ماثيو سبينس (بالإنجليزية: Matthew Spence)‏ هو لاعب دوري الرغبي نيوزلندي، ولد في 7 أبريل 1976 في نيوزيلندا.